# Yeovil Town Football Club 2013-2014
Questa voce raccoglie le informazioni riguardanti lo Yeovil Town Football Club nelle competizioni ufficiali della stagione 2013-2014.

## Rosa
Aggiornato al 5 gennaio 2014.
| N. |                        | Ruolo | Calciatore                           |
| -- | ---------------------- | ----- | ------------------------------------ |
| 1  | Rep. Ceca (bandiera)   | P     | Marek Štěch                          |
| 2  | Inghilterra (bandiera) | D     | Luke Ayling                          |
| 3  | Scozia (bandiera)      | D     | James Reynolds McAllister (Capitano) |
| 4  | Inghilterra (bandiera) | D     | Joe Edwards                          |
| 5  | Inghilterra (bandiera) | D     | Byron Webster                        |
| 7  | Irlanda (bandiera)     | C     | Kevin Dawson                         |
| 8  | Inghilterra (bandiera) | C     | Ed Upson                             |
| 9  | Inghilterra (bandiera) | A     | James Edward Hayter                  |
| 10 | Irlanda (bandiera)     | C     | Sam Foley                            |
| 12 | Inghilterra (bandiera) | P     | Gareth Stewart                       |
| 13 | Inghilterra (bandiera) | A     | Kieffer Moore                        |
| 14 | Inghilterra (bandiera) | A     | Sam Hoskins                          |
| 16 | Inghilterra (bandiera) | D     | Nathan Ralph                         |

| N. |                        | Ruolo | Calciatore         |
| -- | ---------------------- | ----- | ------------------ |
| 17 | Irlanda (bandiera)     | A     | Paddy Madden       |
| 19 | Inghilterra (bandiera) | C     | Joe Ralls          |
| 21 | Inghilterra (bandiera) | D     | Liam Davies        |
| 23 | Giamaica (bandiera)    | C     | Joel Grant         |
| 24 | Inghilterra (bandiera) | P     | Chris Dunn         |
| 26 | Inghilterra (bandiera) | C     | Nana Ofori-Twumasi |
| 28 | Inghilterra (bandiera) | A     | Andy Williams      |
| 29 | Inghilterra (bandiera) | A     | Adam Morgan        |
| 31 | Inghilterra (bandiera) | C     | John Lundstram     |
|    | Irlanda (bandiera)     | D     | Shane Duffy        |
|    | Italia (bandiera)      | D     | Matteo Lanzoni     |
|    | Inghilterra (bandiera) | D     | Danny Seaborne     |